# Звездани мотор
Звездани мотори су класа хипотетичких мегаструктура, које користе зрачење звезде како би производили корисну енергију. Неке варијанте користе ову енергију да произведу потисак, и на тај начин убрзавају звезду и све шта кружи око ње, у одређеном смеру. Изградња таквог система би његове ствараоце начинило цивилизацијом типа-II на скали Кардашева.
Постоје три предложене варијанте класа звезданих мотора.

## Класа А (Шкадовљев потисник)
Један од најједноставнијих примера звезданог мотора је Шкадовљев потисник (по др Леониду Михаиловичу Шкадову који га је први предложио), или класа А звезданог мотора. Такав мотор је звездани потисни систем који се састоји од огромног огледала/светлосног једра које је у ствари велики соларни статит, довољно велик да може да се класификује као мегаструктура, вероватно за ред величине, који би балансирао гравитационо привлачење према звезди са притиском зрачења од звезде. Како би притисак зрачења звезде сада био асиметричан, то јест, више зрачења би било емитовано у једном смеру у односу на други, 'вишак' притиска зрачења би се претварао у потисак, који би убрзавао звезду у смеру лебдећег статита. Такав потисак и убрзање би били врло благи, али би систем могао да буде стабилан миленијумима. Планетарни систем који би кружио око звезде би био 'вучен' заједно са својом звездом. За звезду попут Сунца, са луминозношћу од 3,85 × 1026 W и масом од 1,99 × 1030 kg, укупан потисак произведен рефлектовањем половине соларног зрачења би био 1,28 × 1018 N. Након периода од милион година, ово би произвело релативну брзину Сунца од 20 m/s, и померај од почетног положаја од 0,03 светлосних година. Након милијарде година, брзина би била 20 km/s а померај би био 34.000 светлосних година, што је мало више од трећине процењене ширине галаксије Млечни пут.

## Класа Б
Звездани мотор класе Б је било која варијанта Дајсонове сфере изграђена око звезде, која би користила разлику у температури између звезде и међузвезданог медијума за извлачење корисне енергије из система, на пример коришћењем феномена термоелектричности (топлотни мотори или термалне диоде). За разлику од Шкадовљевог потисника, овакав систем не производи потисак. Мозак матрјошке је концепт базиран на принципу оваквог звезданог мотора, који би извлачио енергију за специфичну сврху: процесирање података.

## Класа Ц
Звездани мотор класе Ц представља комбинацију друге две класе, користећи и потисне аспекте Шкадовљевог потисника и аспекте производње енергије као код мотора класе Б.
Дајсонова љуска са унутрашњом површином делимично покривеном огледалом би представљала један пример оваквог система (мада би и даље патила од стабилизационих проблема као и непропулзивна љуска), а други пример би били Дајсонови прстенови са великим статитним огледалом (види слику горе). 